# ヴェーン (小惑星)
ヴェーン (1678 Hveen) は小惑星帯にある小惑星。ユルイョ・バイサラがトゥルクで発見した。
ティコ・ブラーエが2つの天文台を建てたデンマーク北方（現スウェーデン領）のヴェン島 (Hven) に因んで名付けられた。